# جيستس ماجابي
جيستس ماجابي (بالإنجليزية: Justice Majabvi)‏ (26 مارس 1984 بكويكوى في زيمبابوي - ) هو لاعب كرة قدم زيمبابوي في مركز الوسط. شارك مع منتخب زيمبابوي لكرة القدم. أما مع النوادي، فقد لعب مع لاسك لينتس ونادي ديناموز ونادي سيمبا وHaiphong FC ‏ وKhanh Hoa FC (1976) ‏ وLancashire Steel F.C. ‏.

## وصلات خارجية
- جيستس ماجابي على موقع قاعدة بيانات كرة القدم.إي يو (الإنجليزية)
- جيستس ماجابي على موقع ناشيونال فوتبول تيمز (الإنجليزية)
- جيستس ماجابي على موقع Soccerway.com (الإنجليزية)
- جيستس ماجابي على موقع عالم كرة القدم.نت (الإنجليزية)